# 隅田駅
隅田駅（すだえき）は、和歌山県橋本市隅田町芋生（）にある、西日本旅客鉄道（JR西日本）和歌山線の駅である。

## 歴史

### 年表
- 1898年（明治31年）4月11日：紀和鉄道が五条駅 - 南和鉄道接続点（現・大和二見駅） - 橋本駅間で開業した際に設置[2]。
- 1904年（明治37年）8月27日：紀和鉄道の路線が関西鉄道に買収され、同鉄道の駅となる[1]。
- 1907年（明治40年）10月1日：関西鉄道が国有化され、帝国鉄道庁の駅となる[1][2]。
- 1909年（明治42年）10月12日：線路名称が制定され、和歌山線の所属となる[1]。
- 1916年（大正5年）：木造駅舎（旧駅舎）が建つ[3][4]。
- 1975年（昭和50年）10月1日：貨物の取り扱いを廃止[2]。
- 1984年（昭和59年）
  - 2月1日：荷物扱い廃止[2]。
  - 10月20日：無人駅化[5]。
- 1987年（昭和62年）4月1日：国鉄分割民営化により、西日本旅客鉄道の駅となる[1][2]。
- 2011年（平成23年）12月27日：橋本市立隅田中学校美術部員および卒業生による駅舎・ホーム待合室の壁画が完成[6]。
- 2020年（令和2年）3月14日：ICカード「ICOCA」が利用可能となる[7]。
- 2022年（令和4年）
  - 9月：新駅舎が完成し、使用を開始する。
  - 10月30日：旧駅舎解体のため、お別れ会（隅田駅感謝祭）を開催[8][4]。

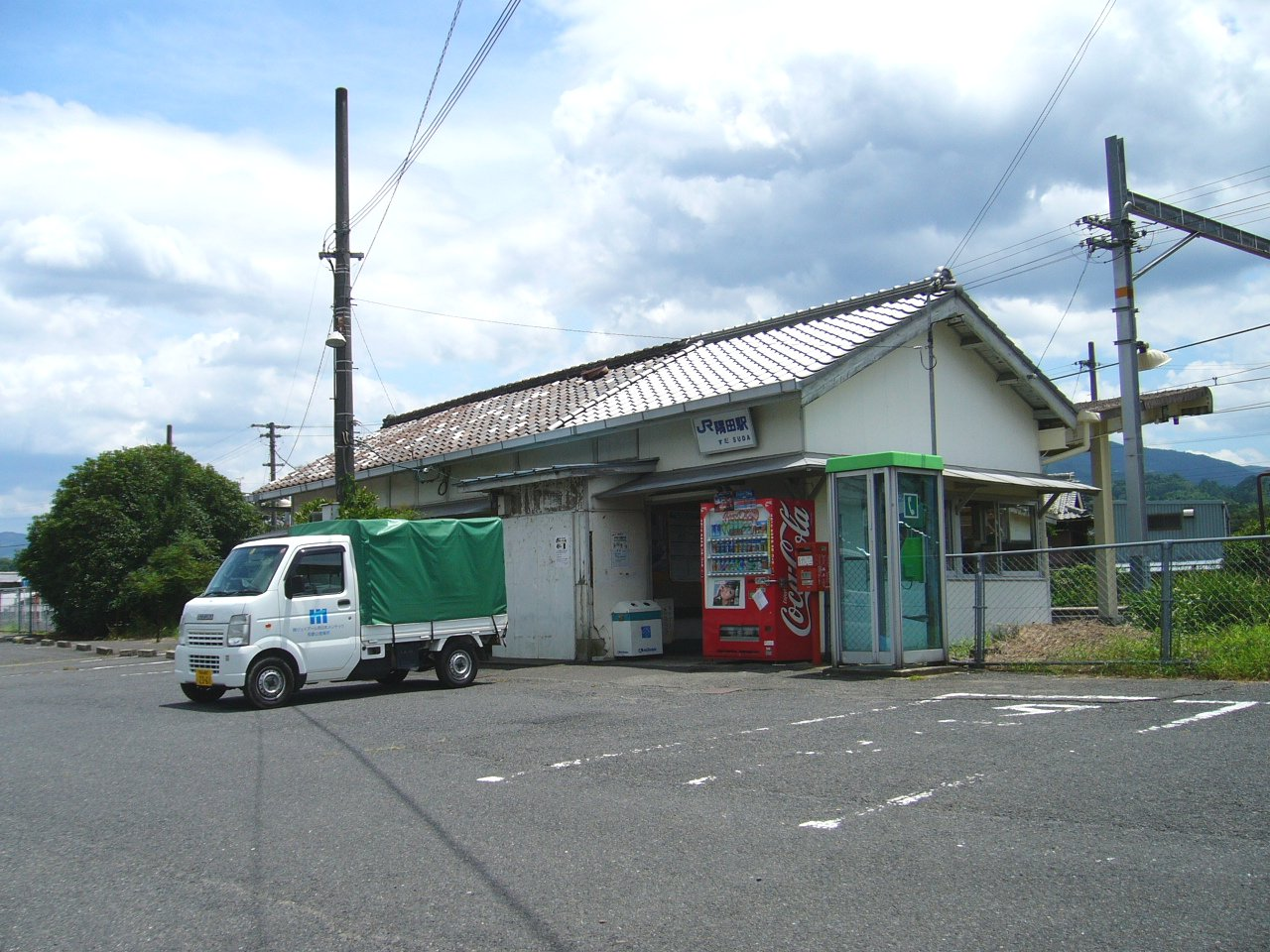
旧駅舎（2006年7月、壁画作成前）
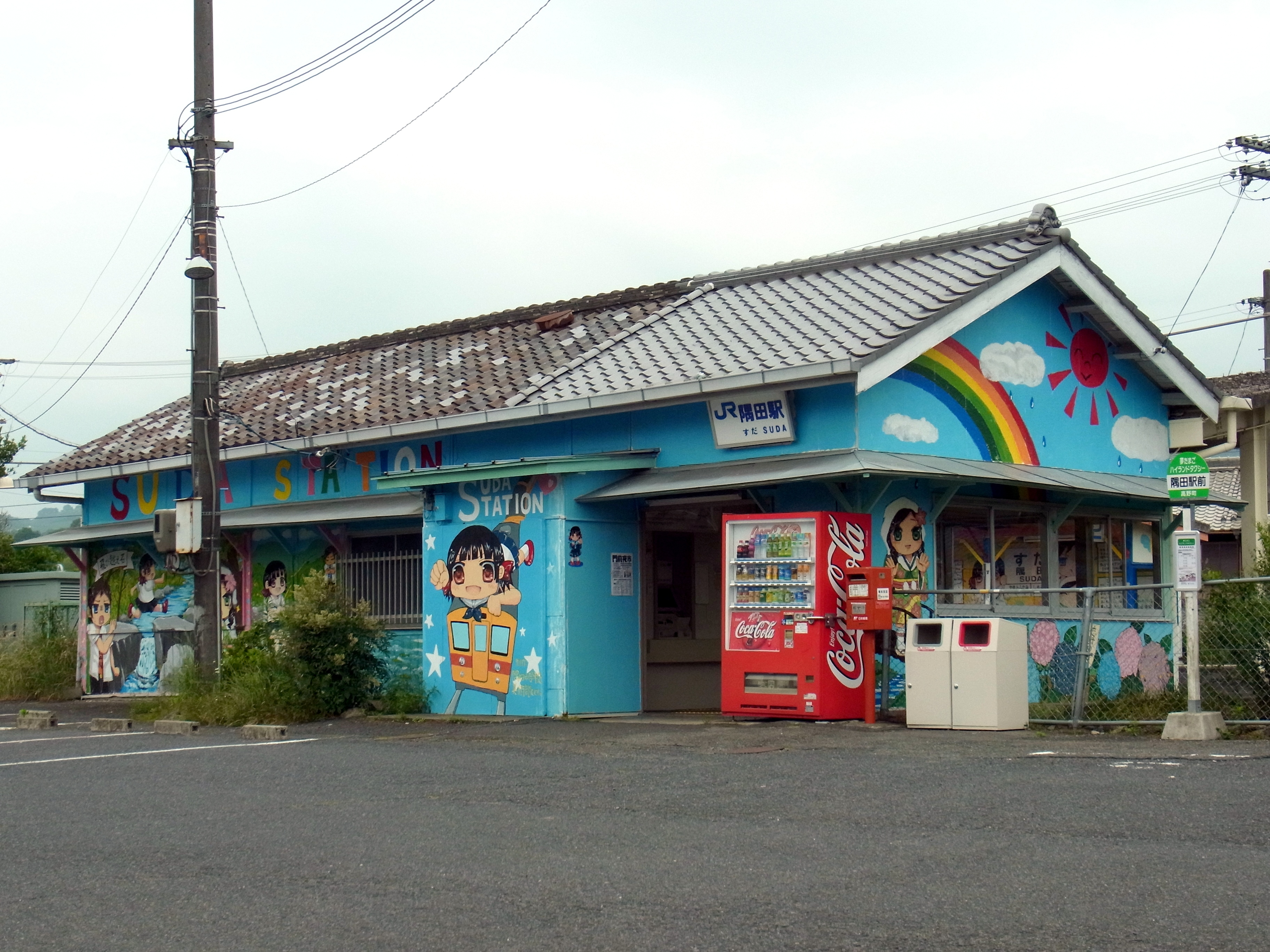
旧駅舎（2012年6月、壁画作成後）
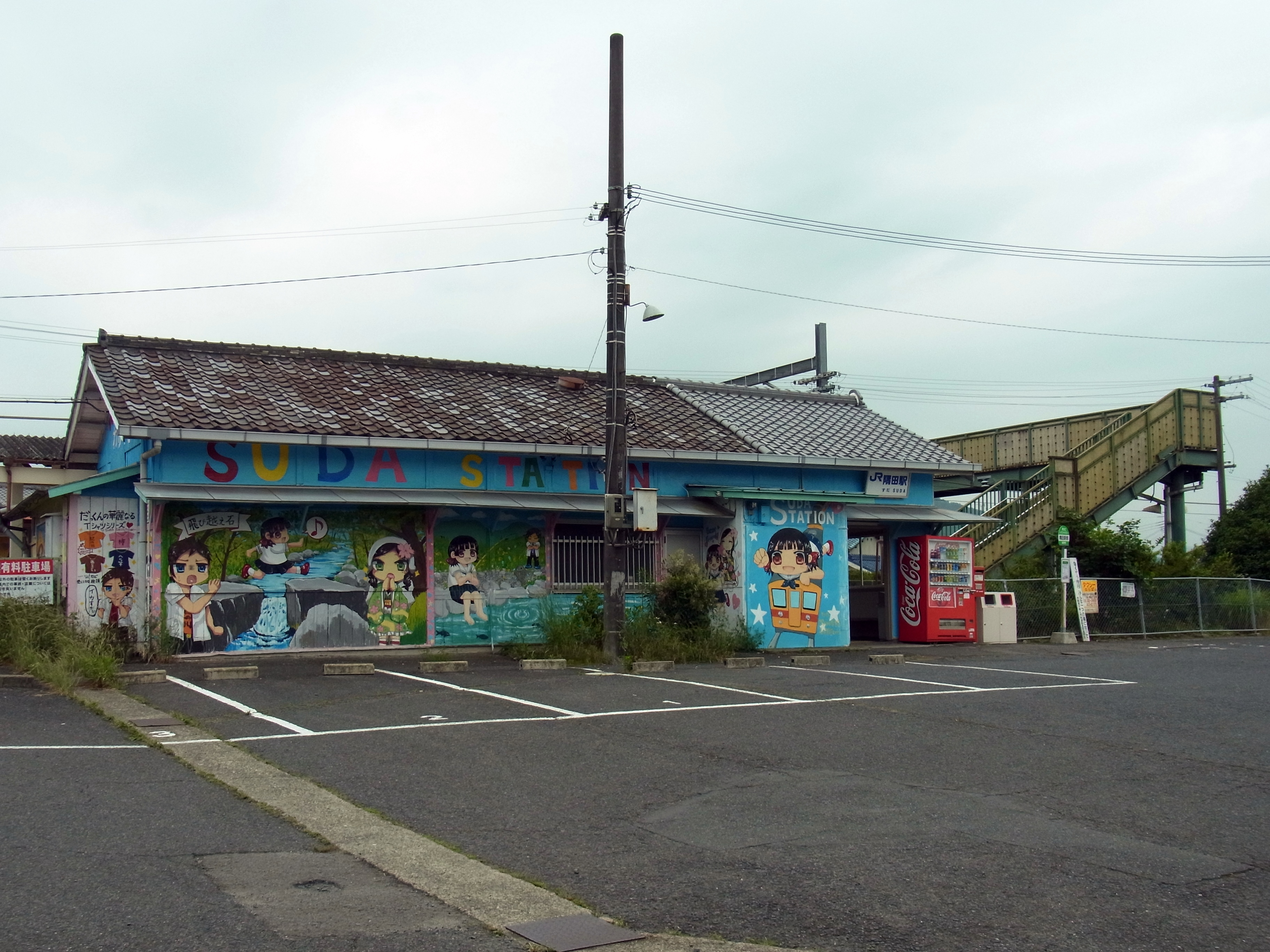
旧駅舎（2012年6月、壁画作成後〈別角度から〉）
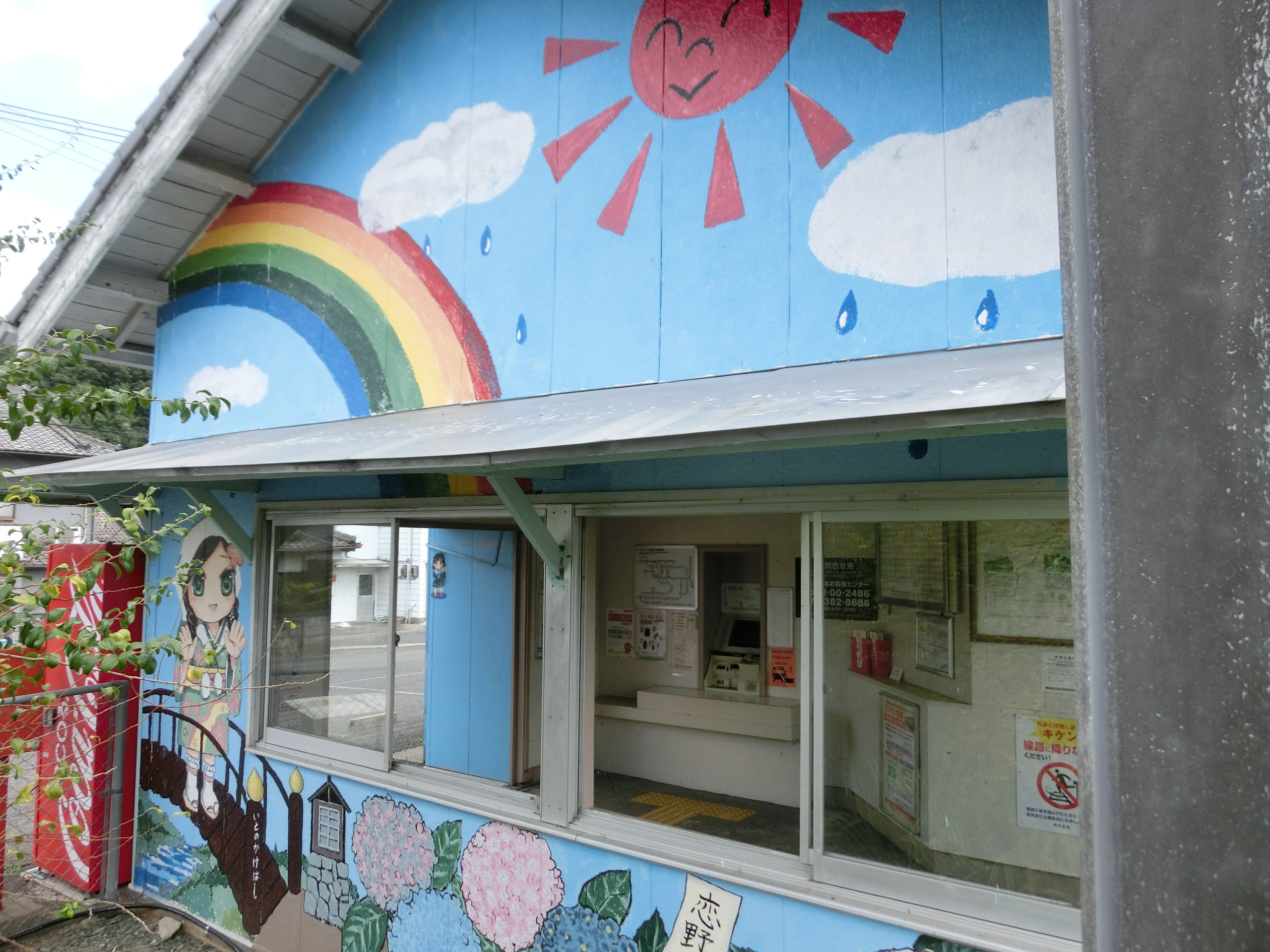
旧駅舎（2016年8月）

### 鉄道唱歌
鉄道唱歌にも当駅が歌われているが、「五條すぐれば隅田より…」には「すみだ」と仮名が振ってあり、正しく読むと字足らずになるので大和田建樹自身が誤読したものと思われる。

## 駅構造
相対式ホーム2面2線を持つ行き違い可能な地上駅。和歌山線の電化時に無人化された無人駅である（現在の管理駅は橋本駅）。上りホーム側に駅舎があり、下りホームへは跨線橋で連絡している。駅舎内には簡易型の自動券売機があり、これまで大人650円区間（37 km以内）の乗車券しか購入できなかったが、2011年（平成23年）3月1日よりオレンジカードを利用することが出来るタッチパネル型の新型券売機に取替られた。

### のりば
| のりば | 路線     | 方向 | 行先             |
| ------ | -------- | ---- | ---------------- |
| 1      | 和歌山線 | 上り | 五条・王寺方面   |
| 2      | 和歌山線 | 下り | 橋本・和歌山方面 |

付記事項
- 旧駅舎と下りホーム待合室には落書き防止のため橋本駅長の依頼を受け、2011年4月29日から沿線の隅田中学校美術部員によりイメージキャラクターや地元の風景などの絵が描かれ、同年12月27日に完成式典が開催された[6][10]。
- 2022年8月までに下りホーム待合室が撤去され、同年9月から新駅舎の使用が開始された。
- 老朽化に伴い、旧駅舎は2022年度末までには解体撤去される予定であるが[8][11][12][13]、橋本市は駅の絵画保存を検討した[14]。その後、イラスト2点が橋本市立隅田中学校に移設（寄贈）された[15][16]。
- 駅前に公衆トイレがある。

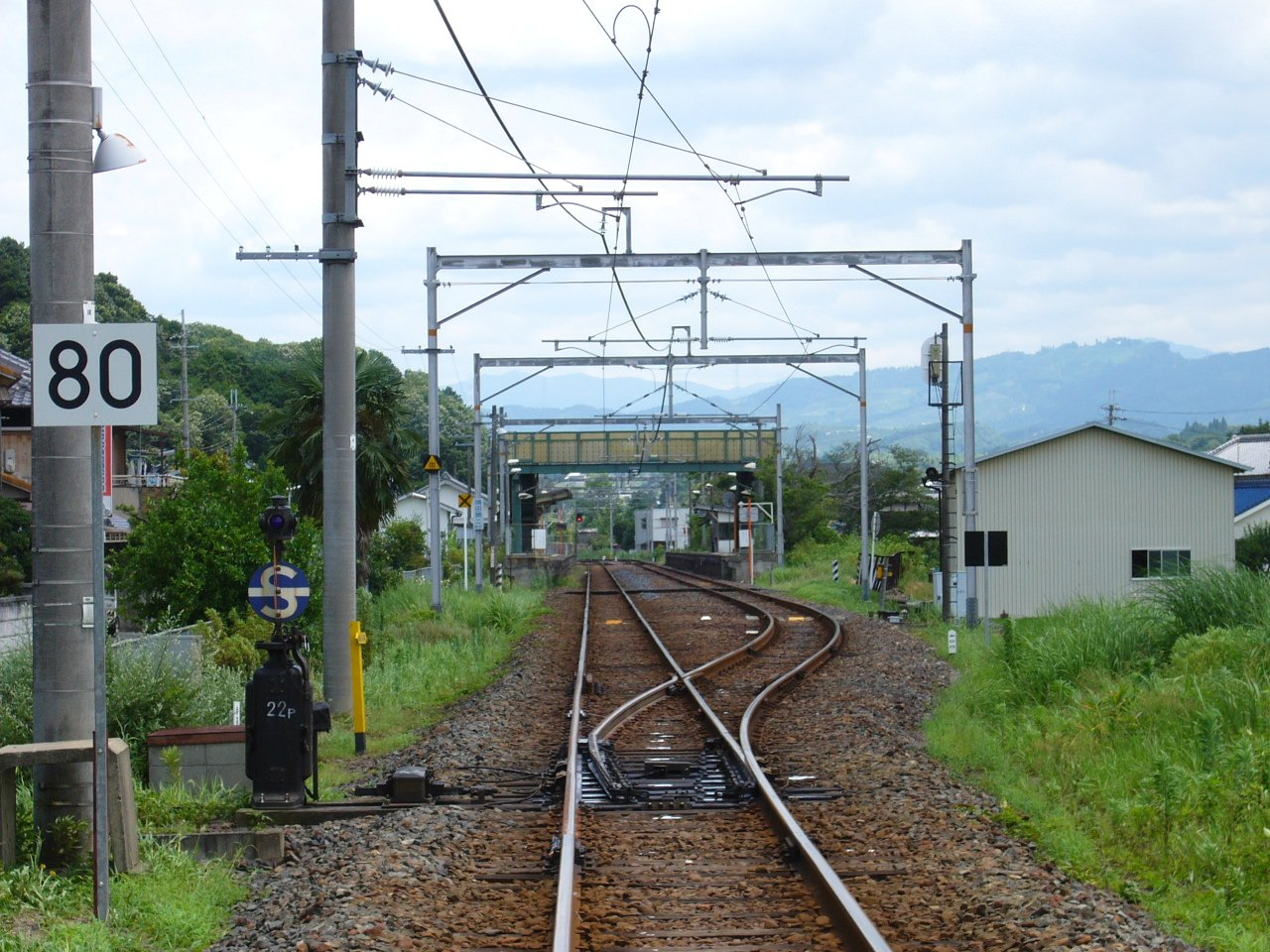
駅構内（2006年7月、踏切より）

## 利用状況
近年の1日平均乗車人員は以下の通り。
| 年度               | 1日平均 乗車人員 |
| ------------------ | ---------------- |
| 1998年（平成10年） | 322              |
| 1999年（平成11年） | 309              |
| 2000年（平成12年） | 319              |
| 2001年（平成13年） | 299              |
| 2002年（平成14年） | 249              |
| 2003年（平成15年） | 239              |
| 2004年（平成16年） | 249              |
| 2005年（平成17年） | 255              |
| 2006年（平成18年） | 259              |
| 2007年（平成19年） | 244              |
| 2008年（平成20年） | 245              |
| 2009年（平成21年） | 229              |
| 2010年（平成22年） | 233              |
| 2011年（平成23年） | 239              |
| 2012年（平成24年） | 228              |
| 2013年（平成25年） | 230              |
| 2014年（平成26年） | 200              |
| 2015年（平成27年） | 234              |
| 2016年（平成28年） | 251              |
| 2017年（平成29年） | 248              |
| 2018年（平成30年） | 229              |
| 2019年（令和元年） | 214              |
| 2020年（令和02年） | 207              |
| 2021年（令和03年） | 217              |
| 2022年（令和04年） | 229              |

## 駅周辺
商店そのものは駅前に若干あるが、大きな商店は北に離れて並行する国道24号沿いに並んでいる。当駅と国道24号を結ぶ道路として和歌山県道108号線が設けられている。
- 隅田八幡神社
- 彩の台（南海橋本林間田園都市）
- オー・ストリート橋本彩の台
- 真土トンネル跡 - JR和歌山線の旧線。現在の線路は峠を迂回している。
- 京奈和自動車道（橋本道路）橋本東IC
- 国道24号
- 和歌山県道104号山内恋野線
  - 恋野橋 - 紀の川に架かる橋の1つ。
- 和歌山県道108号隅田停車場線
- 紀の川

## バス路線
駅前に「隅田駅前」停留所、国道24号沿いに「ニトリ前」停留所があり、以下の路線が乗り入れる。
隅田駅前
- 夢たまご・ハイランドタクシー
  - 下筒香集会所前 行き

ニトリ前
- 橋本市コミュニティバス 東部線
  - 車庫前 行き
  - あやの台オークワ前 行き
- 橋本市デマンドタクシー 谷奥深線
  - あやの台オークワ前 行き
  - 谷奥深行者集会所前 行き

## その他
当駅の壁画は橋本市立隅田中学校の美術部員および同校の卒業生によって描かれたが、当駅に隣接する下兵庫駅でも2014年（平成26年）から2015年（平成27年）に同校によって「下兵庫駅ペイント作戦」というプロジェクトが行われた。なお、イラストに登場するキャラクターは当駅と同一である。しかし、施設老朽化に伴い、2020年（令和2年）頃に待合室の建て替えが行われたため、イラストは現存しない。

## 隣の駅
西日本旅客鉄道（JR西日本）
 和歌山線
■快速（粉河駅以東各駅停車）・■普通
大和二見駅 - 隅田駅 - 下兵庫駅

#### 本文中の出典
1. 1 2 3 4 5  曽根悟（監修） 著、朝日新聞出版分冊百科編集部 編『週刊 歴史でめぐる鉄道全路線 国鉄・JR』 42号 阪和線・和歌山線・桜井線・湖西線・関西空港線、朝日新聞出版〈週刊朝日百科〉、2010年5月16日、20-21頁。
2. 1 2 3 4 5  石野哲（編）『停車場変遷大事典 国鉄・JR編 Ⅱ』（初版）JTB、1998年10月1日、361頁。ISBN 978-4-533-02980-6。
3. ↑  “さよなら思い出の絵画 隅田駅駅舎撤去へ 老朽化で 感謝示すイベント検討　橋本 ／和歌山”.   毎日新聞 (2022年5月14日). 2022年11月1日時点のオリジナルよりアーカイブ。2022年11月1日閲覧。
4. 1 2  “旧駅舎 感謝のペイント”.   読売新聞 (2022年10月31日). 2022年11月1日時点のオリジナルよりアーカイブ。2022年11月1日閲覧。
5. ↑  “「通報」●奈良線上狛駅ほか17駅の駅員無配置について（旅客局）”. 鉄道公報 (日本国有鉄道総裁室文書課):  p. 4. (1984年10月19日)
6. 1 2  「隅田駅に〝郷土PR壁画〟完成〜隅田中生アッパレ」『高野山麓 橋本新聞』2011年12月27日。オリジナルの2023年12月2日時点におけるアーカイブ。2024年7月15日閲覧。
7. ↑  『2020年春ダイヤ改正について』（PDF）（プレスリリース）西日本旅客鉄道和歌山支社、2019年12月13日。オリジナルの2021年1月4日時点におけるアーカイブ。2021年1月8日閲覧。
8. 1 2   和歌山線活性化検討委員会（ワカカツ実行委員会）: “JR 和歌山線「隅田駅」感謝祭の実施（10/30）” (PDF).   西日本旅客鉄道 (2022年9月16日). 2022年9月27日時点のオリジナルよりアーカイブ。2022年9月27日閲覧。
9. 1 2  “隅田駅｜時刻表：JRおでかけネット”. JRおでかけネット.   西日本旅客鉄道. 2022年9月27日閲覧。
10. ↑  “隅田中学校公式ブログ（検索結果：「隅田駅ペイント作戦」）”.   橋本市立隅田中学校. 2024年7月15日閲覧。 “（美術部の活動報告をまとめたもの。「隅田駅ペイント作戦」〈2011年4月24日打ち合わせ、同年4月29日 - 12月18日に実施。同年12月27日に完成式典を開催〉に関する記事が多く記されている）”
11. ↑  「隅田駅の彩り 忘れないで」『読売新聞オンライン』2022年7月14日。オリジナルの2022年9月22日時点におけるアーカイブ。2024年7月15日閲覧。
12. ↑  “橋本のＪＲ隅田駅、中学生の描いた素敵な壁画♡鉄道ファン写真撮影・保存へ♡駅舎改良・建て替え前に”.   高野山麓 橋本新聞 (2022年5月11日). 2022年9月27日閲覧。
13. ↑  「橋本のJR隅田駅、中学生の描いた素敵な壁画♡鉄道ファン写真撮影・保存へ♡駅舎改良・建て替え前に」『高野山麓 橋本新聞』2022年5月11日。オリジナルの2023年10月2日時点におけるアーカイブ。2024年7月15日閲覧。
14. ↑  「駅の絵画保存を検討 橋本市、隅田駅舎撤去で ／和歌山」『毎日新聞』2022年6月23日。オリジナルの2022年9月30日時点におけるアーカイブ。2024年7月15日閲覧。
15. ↑  「JR和歌山線隅田駅で感謝祭 「ペイント駅舎」にお別れ」『和歌山経済新聞』2022年10月20日。オリジナルの2022年11月26日時点におけるアーカイブ。2024年7月15日閲覧。「備考：木造駅舎（旧駅舎）・新駅舎・絵を描いたメンバーのイラスト画像あり。」
16. ↑  「隅田駅の絵、一部を移設 制作した中学校内に 橋本 ／和歌山」『毎日新聞』2023年1月20日。オリジナルの2023年3月7日時点におけるアーカイブ。2024年7月15日閲覧。
17. ↑  “夢たまご・ハイランドタクシー時刻表” (PDF).   高野町. 2023年4月4日閲覧。
18. ↑  “コミュニティバス・デマンドタクシー時刻表／橋本市”. 2023年4月4日閲覧。
19. ↑  “隅田中学校公式ブログ（検索結果：「下兵庫駅ペイント作戦」）”.   橋本市立隅田中学校. 2024年7月15日閲覧。

#### 利用状況の出典
和歌山県公共交通機関等資料集
和歌山県統計年鑑
1. ↑  “和歌山県統計年鑑（平成12年度刊行） 11 鉄道輸送” (xls).   和歌山県 (2000年). 2022年3月5日閲覧。
2. ↑  “和歌山県統計年鑑（平成13年度刊行） 11 鉄道輸送” (xls).   和歌山県 (2001年). 2022年3月5日閲覧。
3. ↑  “和歌山県統計年鑑（平成14年度刊行） 11 鉄道輸送” (xls).   和歌山県 (2002年). 2022年3月5日閲覧。
4. ↑  “和歌山県統計年鑑（平成15年度刊行） 11 鉄道輸送” (xls).   和歌山県 (2003年). 2022年3月5日閲覧。
5. ↑  “和歌山県統計年鑑（平成16年度刊行） 11 鉄道輸送” (xls).   和歌山県 (2004年). 2022年3月5日閲覧。
6. ↑  “和歌山県統計年鑑（平成17年度刊行） 11 鉄道輸送” (xls).   和歌山県 (2005年). 2022年3月5日閲覧。
7. ↑  “和歌山県統計年鑑（平成18年度刊行） 11 鉄道輸送” (xls).   和歌山県 (2006年). 2022年3月5日閲覧。
8. ↑  “和歌山県統計年鑑（平成19年度刊行） 11 鉄道輸送” (xls).   和歌山県 (2007年). 2022年3月5日閲覧。
9. ↑  “和歌山県統計年鑑（平成20年度刊行） 11 鉄道輸送” (xls).   和歌山県 (2008年). 2022年3月5日閲覧。
10. ↑  “和歌山県統計年鑑（平成21年度刊行） 11 鉄道輸送” (xls).   和歌山県 (2009年). 2022年3月5日閲覧。
11. ↑  “和歌山県統計年鑑（平成22年度刊行） 11 鉄道輸送” (xls).   和歌山県 (2010年). 2022年3月5日閲覧。
12. ↑  “和歌山県統計年鑑（平成23年度刊行） 11 鉄道輸送” (xls).   和歌山県 (2011年). 2022年3月5日閲覧。
13. ↑  “和歌山県統計年鑑（平成24年度刊行） 11 鉄道輸送” (xls).   和歌山県 (2012年). 2022年3月5日閲覧。
14. ↑  “和歌山県統計年鑑（平成25年度刊行） 11 鉄道輸送” (xls).   和歌山県 (2013年). 2022年3月5日閲覧。
15. ↑  “和歌山県統計年鑑（平成26年度刊行） 11 鉄道輸送” (xls).   和歌山県 (2014年). 2022年3月5日閲覧。
16. ↑  “和歌山県統計年鑑（平成27年度刊行） 11 鉄道輸送” (xls).   和歌山県 (2015年). 2022年3月5日閲覧。
17. ↑  “和歌山県統計年鑑（平成28年度刊行） 11 鉄道輸送” (xls).   和歌山県 (2016年). 2022年3月5日閲覧。
18. ↑  “和歌山県統計年鑑（平成29年度刊行） 11 鉄道輸送” (xls).   和歌山県 (2017年). 2022年3月5日閲覧。
19. ↑  “和歌山県統計年鑑（平成30年度刊行） 11 鉄道輸送” (xls).   和歌山県 (2018年). 2022年3月5日閲覧。
20. ↑  “和歌山県統計年鑑（令和元年度刊行） 11 鉄道輸送” (xls).   和歌山県 (2019年). 2022年3月5日閲覧。
21. ↑  “和歌山県統計年鑑（令和2年度刊行） 11 鉄道輸送” (xls).   和歌山県 (2020年). 2022年3月3日閲覧。
22. ↑  “和歌山県統計年鑑（令和3年度刊行） 11 鉄道輸送” (xlsx).   和歌山県 (2021年). 2024年7月15日閲覧。
23. ↑  “和歌山県統計年鑑（令和4年度刊行） 11 鉄道輸送” (xlsx).   和歌山県 (2022年). 2024年7月15日閲覧。
24. ↑  “和歌山県統計年鑑（令和5年度刊行） 11 鉄道輸送” (xlsx).   和歌山県 (2023年). 2024年7月15日閲覧。